# Oxígeno by Los 40
Oxígeno by Los 40 fue una cadena de radio colombiana, propiedad de Caracol Radio. Comenzó sus emisiones en 1998 en Bogotá y se expandió a otras ciudades del país. Su programación consisitía en la emisión de reguetón, bachata y música electrónica. Hasta junio de 2022 poseía estaciones afiliadas en Medellín, Barranquilla, Cali y Villavicencio, además de la emisora cabecera ubicada en Bogotá. Fue reemplazada a partir del 1 de julio de 2022 por Los 40 Urban (Colombia).

## Historia

### Oxígeno 1998-2003
Comenzó sus emisiones como Oxígeno en 1998 en Bogotá expandiéndose a otras ciudades del país, Oxígeno inició siendo una emisora que incluía dentro de su programación música del tipo Top 40, Dance, reggae y música disco, bajo la dirección de Fernando Palma Solano y sus DJ´s John Giraldo, Mauricio Parra, Héctor Contreras, Sergio Romero, Roberto Velásquez y Jorge González hicieron de este proyecto y en su momento una de las primeras emisoras que incursionaría en el mundo de la música electrónica. En 2001 cambiaron su formato y con ello su conocido eslogan "Energía que te mueve" por "Música Arriba Que Te Pone Bien" con ello se adentraron en ritmos latinos, fusión, y R&B. En Bogotá Transmitió en el dial 97.4 y en Medellín en el dial 99.4 en el FM . El 10 de noviembre de 2000 ya tenía su página web en ese momento era www.oxigenofm.com. Las frecuencias de Oxígeno eran las siguientes:
| Barranquilla | 88.6FM |
| Bogotá       | 97.4FM |
| Pereira      | 88.7FM |
| Manizales    | 88.7FM |
| Popayán      | 98.1FM |
| Tunja        | 99.3FM |
| V/cencio     | 90.3FM |

Oxígeno llegó a Medellín en 2000 en los 99.4 FM donde reemplazó a Allegro. 
En 2001 reemplazada por Caracol Estéreo en Medellín, Barranquilla y en Popayán Fue reemplazado por La Vallenata. 
Su programa bandera fue "La Farra" en la cual se emitían mezclas de todo tipo de música sin interrupciones, las mezclas eran realizadas por el DJ Sergio Romero, Dj que tenía dos espacios de mezclas más en la emisora: "After Farra", con música electrónica mezclada jueves, viernes y sábados desde las 2:00 AM hasta el amanecer (Incluso sacaron un Cd con la música que sonaba en el programa, con un Bonus Track mezclado) y "Alto Impacto", los domingos de 9:00 AM a 12:00 PM, con mezclas de Dance, Trance, Pop y Merengue House. 
Finalizando junio de 2003; el Grupo Prisa adquiere la mayoría de las acciones de la Cadena Caracol, Oxígeno es reemplazada por Los 40 Principales en Barranquilla, Bogotá, Tunja y Villavicencio; en Pereira y Manizales (88.7FM) por Bésame.
En Bogotá estaba el estudio central de Oxígeno, alcanzó a ser una de las emisoras más escuchadas en ese entonces; incluso su formato llegó a establecerse en 12 ciudades del país.

### Oxígeno 2006-2013
En agosto de 2006 se efectuó el relanzamiento de la marca Oxígeno como emisora especializada en el género reguetón para la ciudad de Bogotá en los 100.4, reemplazado a Bésame. Para la emisora se usó el eslogan "Tu cuerpo lo necesita" y "Respira reggaeton".
En 2008 Oxígeno Adultos (Con música tropical, popular, vallenatos) reemplazó La Vallenata en Cali 93.1 FM, Medellín 99.4 FM (10 de agosto de 2008), Ibagué 96.3 FM; en ese mismo año reemplazo a Bésame en Popayán 98.1 y Sogamoso 88.6 FM.
El 11 de agosto de 2008 Oxígeno Popular (Con boleros, milongas, tangos, rancheras) ocupó las frecuencias de Radio Reloj (excepto Medellín) y Radio Recuerdos (excepto Bogotá); el cambio para Pereira fue realizado el 1 de enero de 2009. Estas son las frecuencias: Medellín 830 AM, Cali 1110 AM, Bucaramanga 1120 AM, Cúcuta 980 AM, Pasto 1130 AM, Neiva 1210 AM, Manizales 1090 AM, Ibagué 1350 AM, Tunja 1230 AM, Duitama 1260 AM, Cartagena 1360 AM.
Oxígeno Adulta y Oxígeno Popular; utilizaron el eslogan "La radio que te quiere" (2008-2009),"La radio que te mueve" (2009-2012).
El 15 de marzo de 2010 Caracol Radio Medellín cambia de frecuencia algunas de sus emisoras por lo que Oxígeno 99.4 intercambia frecuencia con los 40 principales 98.9.
A principios de 2011 Oxígeno amplía su sistema musical haciendo presencia en más ciudades con formato Adulto:
- Armenia: 104.7 FM HJB64 (Reemplazó a los 40 principales).
- Barranquilla: 90.1 FM (Reemplazó a la Vallenata).
- Belén de Umbría: 107.1 FM
- Cartagena: 107.5 FM (Reemplazó a los 40 principales).
- Bucaramanga: 95.7 FM  (Reemplazó a la vallenata ).
- Cúcuta: 89.7 FM (Reemplazó a los 40 principales).
- Honda: 90.5 FM (Reemplazó a los 40 principales con Oxígeno Adultos, pero al poco tiempo el formato cambió a Oxígeno Urbana).
- Purificación: 97.5 (Audio de Oxígeno AM Ibagué)
- Magdalena Medio: 98.7 HJI49 (Pensilvania, Caldas)[10]
- Manizales: 105.7 FM HJE64 (Reemplazo de Tropicana Adultos).
- Montería: 107.5 FM (Reemplazó a la Vallenata).
- Neiva: 104.3 FM
- Pereira: 100.7 FM (Reemplazo de Tropicana Adultos).
- Sincelejo 103.5 FM
- Villavicencio 102.3 FM[11] En el 2012 Oxígeno Urbana cambia su eslogan a ¡La que está de moda! (2012 - 2020) y Oxígeno Adulta "Que me muero" (2012 - 2014).

El 1 de enero de 2013 W Radio amplió su cadena emisoras, Por lo que Oxígeno Popayán 98.1 FM cambió de frecuencia a los 106.9 FM reemplazando a la emisora Tu Radio, también reemplazó a Oxígeno Ibagué 96.3 FM y la emisora pasa emitir desde Melgar en los 101.5 FM, además W Radio también ocupó las frecuencias de Oxígeno Cartagena 107.5 FM, Oxígeno Neiva 104.3 FM, Oxígeno Montería 107.5 FM, y Oxígeno Villavicencio 102.3 FM.
El 3 de diciembre de 2013, Oxígeno Cali 93.1 es reemplazado por Tropicana.

### Oxígeno 2014-2017

#### 2014
Oxígeno Honda (Tolima) dejó de emitirse a comienzos de 2014, luego de la finalización de la alianza entre Caracol Radio y los dueños de la frecuencia Forero & Olaya Ltda. e incorporándose posteriormente a la Organización Radial Olímpica - O.R.O - Convenio Caracol Televisión).
En Sincelejo Oxígeno tenía como base de programación el Vallenato el cual se denominó Oxígeno La Vallenata en 2014.
En 2014 Oxígeno Popular cambia eslogan a: Oxígeno "Lo que quiero" (2014 - 2016)
Por decisión de los directivos de Caracol Radio y del Grupo Prisa Radio, se determinó ampliar el Sistema Oxígeno Urbano en toda Colombia realizando cambios de formato y frecuencias con Tropicana (en ese tiempo Tropicana Urbana), y reemplazando emisoras como 40 principales. Cabe destacar que durante los dos últimos años, Oxígeno había sido una de las emisoras con mayor aumento de audiencia en las diferentes ciudades donde transmitía.
- 1 de agosto de 2014, Popayán en la frecuencia 106.9 FM HJK47. (Cambio de Oxígeno Adulto a Oxígeno Urbana). A partir de marzo de 2016 fue la única estación de corte juvenil en dicha ciudad, debido a la salida de su competencia (La Mega) que cambió a Radio Uno.
- 1° de septiembre de 2014, Cali en la frecuencia 90.5 FM HJAF (Reemplazó a los 40 Principales).
- El 11 de noviembre de 2014:
  - Armenia: 90.7 FM HJCQ (Cambio de formato con Tropicana Urbana).
  - Barranquilla: 90.1 FM  (Cambio de Oxígeno Adulto a Oxígeno Urbana).
  - Bucaramanga: 104.7 FM HJYF (Cambio de formato con Tropicana Urbana).
  - Cúcuta: 100.7 FM HJQH (Cambio de formato con Tropicana Urbana).
  - Medellín: 102.9 FM. HJE71 (Cambio de formato con Tropicana Urbana).
  - Manizales: 91.7 FM HJHC (Cambio de formato con Tropicana Urbana).
  - Pereira: 93.7 FM HJRE (Cambio de formato con Tropicana Urbana).

En 2014 Q'Hubo Radio amplia su cadena de emisoras reemplazando a Oxígeno Popular en Cali, Pereira 1.300 AM HJLD el 1 de diciembre de 2014 y Bucaramanga.Esto, gracias a un proyecto conjunto en alianza entre Caracol Radio y el Grupo Nacional de Medios; en el cual dichas ciudades se integraron a Bogotá establecida en la frecuencia de Radio Santa Fe y Medellín en la frecuencia de Radio Reloj.

#### 2015
En Melgar la estación Oxígeno Adulta 101.5 estuvo al aire hasta el 15 de mayo de 2015 la cual fue remplazado por La Vallenata. La frecuencia tiene cobertura para el centro del país y la ciudad de Ibagué.
Cabe destacar que entre los años 2008 y 2015 oxígeno había ganado gran cantidad de oyentes a nivel nacional, destacándose por encima de emisoras de corte juvenil muy bien consolidas y con gran antigüedad como La Mega, todo esto mostrado en los distintos estudios de audiencia radial como el ECAR. Siendo así la emisora más escuchada por los jóvenes, y diferentes tipos de audiencia.
Caracol Radio decidió ampliar el sistema romántico Bésame y para esto se utilizaron las frecuencias Oxígeno Popular:
- Neiva (1 de junio de 2015)

#### 2016
En 2016 se continuó con la ampliación el Sistema Oxígeno Urbano:
- El 15 de mayo de 2016 En Sincelejo , se cambió siendo la única estación de corte juvenil en dicha ciudad;

- El 3 de octubre de 2016 Oxígeno en Boyacá cede la frecuencia 88.6 y queda con la frecuencia 107.3 FM HJB86. (Intercambio de nombre con Tropicana e inclusión del género urbano)

En Barranquilla desde el 22 de agosto de 2016 Oxígeno urbana se trasladó a su nueva frecuencia 92.6 FM donde se emitía anteriormente la estación Cristiana Protestante Radio Príncipe de Paz desde Puerto Colombia - Atlántico, esto debido a que la frecuencia original 90.1 FM desde ese día fue cedida a la señal de la cadena básica de Caracol Radio.
En el 2016, también se continuó con la ampliación de Bésame:
- 1° de agosto de 2016, en Cúcuta
- 16 de septiembre de 2016, en Tunja
- 17 de septiembre de 2016, en Cartagena
- Diciembre de 2016, en Pasto

El 9 de septiembre de 2016 la estación Oxígeno Adulta de Manizales en AM se trasladó de la frecuencia 1090 AM a la 930 AM, por razones de índole técnico y de cobertura y debidamente autorizado por el ministerio de las Tecnologías de la Información y de las Comunicaciones (MinTIC);

#### 2017
En 2017, dando continuidad con la ampliación de Bésame se reemplazaron las siguientes frecuencias de Oxígeno:
- Enero de 2017, Ibagué y Purificación (como señal repetidora en FM) .
- Febrero de 2017, en Manizales 930 AM.

En Duitama la frecuencia 1260 AM fue cedida a la congregación evangélica AD Lluvias de Bendición para emitir la señal de la emisora Torre Fuerte Radio a partir del 1 de marzo de 2017.
En la semana del 27 de noviembre del mismo año, se confirma que el sistema deja de transmitir en sus frecuencias 90.5 MHz en Cali y 92.6 MHz en Barranquilla el 31 de diciembre de 2017, cediendo estas frecuencias a partir del 1 de enero de 2018 a la emisora Pop anglo de Prisa, Los 40.

### Oxígeno 2018-2022

#### 2018-2019
En las ciudades de Armenia, Tunja, Bucaramanga, Cúcuta, Manizales, Pereira y Popayán, Oxígeno dejó de transmitirse también el 31 de diciembre de 2017, cediendo sus frecuencias el 1 de enero de 2018 a la radio apasionada Bésame. esto como parte de la reestructuración de los sistemas musicales de Caracol Radio (Grupo Prisa) que consistió en ampliar la cobertura de Bésame y reducir notablemente la de Oxígeno que quedaba solo en Bogotá y Medellín.
El 15 de noviembre de 2018 Oxígeno dejó de transmitirse en Sincelejo, cediendo su frecuencia a la cadena básica de Caracol Radio.
Desde el 1 de enero, Oxígeno Urbana sale del dial 106.9 FM en Popayán para cederle su frecuencia a Bésame.

#### 2020-2021
A partir del 1 de julio de 2020 Oxígeno cambió su nombre fusionándose con Los 40 bajo el nombre de Oxígeno by Los 40.
Desde esta fecha, se fusiona lo mejor de Oxígeno y su sabor urbano, con el toque internacional de Los 40. Se empieza a escuchar esta fusión en Medellín (adquiriendo 90.9, intercambiándolo con W Radio que ahora se estrena en 102.9), Bogotá (100.4), Barranquilla (92.6), Cali (104.0) y Villavicencio (90.3).
La propuesta incluye novedades en el contenido y mejoras en los programas existentes, así como un nuevo logo e identidad con los que se busca representar el crecimiento de la música urbana en el mundo y la evolución de Oxígeno en Colombia.
En 2020, debido a la pandemia del COVID-19, Oxígeno agregó un nuevo bloque de programación denominado Retro Oxígeno, el cual fue uno de los más escuchados por la emisora, recordando así canciones dadas en su época de reggaeton antiguo. Durante lo corrido de 2021 y hasta antes de convertirse en Los 40 Urban, se emitió de lunes a viernes de 12:00 p. m. a 2:00 p. m.
Durante 2021, la emisora se mantuvo sin mayores cambios y con las mismas frecuencias a nivel nacional. En ese año el Estudio Continuo de Audiencia Radial (ECAR) del Centro Nacional de Consultoría revela sus resultados, donde la cadena no figura en el top 10 de emisoras más escuchadas.

#### 2022: Fin de Oxígeno by Los 40
A partir del 1 de julio de 2022 Oxígeno by Los 40 cambia su nombre bajo el nombre de Los 40 Urban, basado en la idea de su emisora homónima en España y conservando su esencia musical.

## Frecuencias hasta el 30 de junio de 2022
- Barranquilla: 92.6 FM HJH34.
- Bogotá: 100.4 FM HJL81.
- Cali: 104.0 FM HJK41.[15]
- Medellín: 90.9 FM HJPQ.
- Villavicencio: 90.3 FM HJQF.